# 791-es busz
A 791-es jelzésű elővárosi autóbusz Herceghalom, Liget utca és Budapest, Széll Kálmán tér között közlekedik. A viszonylatot a MÁV Személyszállítási Zrt. üzemelteti. A vonalon Budapest közigazgatási határán belül igénybe vehető a Budapest-bérlet.

## Története
2018. november 5-étől közlekedik a 783-as és 788-as busz egy-egy reggeli menetének összevonásával. 2018. december 10-étől Herceghalom felé is közlekedik. 2019. augusztus 10-étől a Széna téri autóbusz-állomás bezárása miatt budapesti végállomása a Széll Kálmán térre kerül át.

## Megállóhelyei
Az átszállási kapcsolatok között az azonos, de rövidebb útvonalon közlekedő 783-as és 788-as busz nincs feltüntetve.
| 0                             | Herceghalom, Liget utca végállomás     | 66 | |
| 14                            | Zsámbék, autóbusz-forduló              | 51 | 770, 774, 775, 777, 778, 784, 785, 786, 787, 789, 795, 798, 799, 8423 1853 |
| 16                            | Zsámbék, Ady Endre utca                | 46 | 777, 784, 785, 786, 787, 798, 799 |
| 17                            | Zsámbék, PEMÜ                          | 45 | 784, 785, 786, 787 |
| 21                            | Tök, Újmajor                           | 40 | 784, 785, 786, 787 |
| 24                            | Páty, Újtelep                          | 37 | 784, 785, 786, 787 |
| 25                            | Páty, Töki utca                        | 36 | 781, 784, 785, 786, 787, 789 |
| 26                            | Páty, Iskola                           | 35 | 778, 781, 782, 784, 785, 786, 787, 789 |
| 28                            | Páty, Telki elágazás                   | 33 | 778, 781, 782, 784, 785, 786, 787, 789 |
| 30                            | Páty, Somogyi Béla utca                | 31 | 781, 782, 784, 785, 786, 787, 789 |
| 32                            | Páty, Mézeshegy                        | 29 | 781, 782, 784, 785, 786, 787, 789 |
| 34                            | Budakeszi, Vastagtanya                 | 27 | 781, 782, 784, 785, 786, 787, 789 |
| 38                            | Budakeszi, Fagyártmánytelep            | 24 | 781, 782, 784, 785, 786, 787, 789 |
| 40                            | Budakeszi, Dózsa György tér            | 23 | 22, 22A, 188, 188E 781, 782, 784, 785, 786, 787, 789 |
| 41                            | Budakeszi, Városháza                   | 21 | 22, 22A, 188, 188E 781, 782, 784, 785, 786, 787, 789 |
| 42                            | Budakeszi, Gyógyszertár                | 20 | 22, 22A, 188E, 222 781, 782, 784, 785, 786, 787, 789, 793, 794, 795 |
| 43                            | Budakeszi, Erkel Ferenc utca           | 18 | 22, 22A, 188E, 222 781, 782, 784, 785, 786, 787, 789, 793, 794, 795 |
| Budapest közigazgatási határa |                                        |    | |
| 45                            | Budapest, Szanatórium utca (Vadaspark) | 17 | 22, 22A, 188E, 222 781, 782, 784, 785, 786, 787, 789, 793, 794, 795 |
| 46                            | Budapest, Országos Korányi Intézet     | 16 | 22, 22A, 222 781, 782, 784, 785, 786, 787, 789, 793, 794, 795 |
| 48                            | Budapest, Szépjuhászné, Gyermekvasút   | 13 | 22, 22A, 222 781, 782, 784, 785, 786, 787, 789, 793, 794, 795 Gyermekvasút |
| 50                            | Budapest, Dénes utca                   | 11 | 22, 22A, 222 781, 782, 784, 785, 786, 787, 789, 793, 794, 795 |
| 51                            | Budapest, Vízművek                     | 10 | 22, 22A, 222 781, 782, 784, 785, 786, 787, 789, 793, 794, 795 |
| 54                            | Budapest, Kuruclesi út                 | 7  | 22, 22A, 222, 291 781, 782, 784, 785, 786, 787, 789, 793, 794, 795 |
| 56                            | Budapest, Budagyöngye                  | 5  | 22, 22A, 129, 222, 291 56, 56A, 59B, 61 781, 782, 784, 785, 786, 787, 789, 793, 794, 795                                                                                               |
| 59                            | Budapest, Szent János Kórház           | 3  | 22, 22A, 91, 128, 129, 155, 156, 222 56, 56A, 59, 59B, 60, 61 781, 782, 784, 785, 786, 787, 789, 793, 794, 795                                                                         |
| 68                            | Budapest, Széll Kálmán tér végállomás  | 0  | 5, 16, 16A, 21, 21A, 22, 22A, 39, 91, 102, 116, 128, 129, 139, 140, 140A, 149, 155, 156, 221, 222 4, 6, 17, 56, 56A, 59, 59A, 59B, 61 781, 782, 784, 785, 786, 787, 789, 793, 794, 795 |